# Caçapava
Caçapava este un oraș în São Paulo (SP), Brazilia.